# BAE Sea Harrier
BAE Systems Sea Harrier là một loại máy bay phản lực VTOL/STOVL của hải quân, nó có chức năng của máy bay tiêm kích, trinh sát và tấn công, đây là một thiết kế phát triển dựa vào loại Hawker Siddeley Harrier. Loại máy bay này bắt đầu phục vụ trong Hải quân Hoàng gia Anh vào tháng 4 năm 1980 với tên gọi Sea Harrier FRS.1, nó còn có tên gọi khác là "Shar". Phiên bản cuối cùng được gọi là Sea Harrier FA2. Loại máy bay này bắt đầu được rút dần khỏi biên chế các đơn vị hải quân Anh vào tháng 3 năm 2006.

## Phát triển
Vào năm 1966, kế hoạch chế tạo lớp tàu sân bay CVA-01 cho Hải quân Hoàng gia Anh bị hủy bỏ, rõ ràng việc kết thúc kế hoạch này liên quân đến cả việc thiết kế chế tạo máy bay cánh cố định trang bị cho tàu sân bay. Tuy nhiên, vào đầu thập niên 1970, người Anh có kế hoạch đầu tiên về chế tạo một "lớp tàu tuần dương có thể chứa được máy bay" (through deck cruisers), tên gọi của lớp tàu này được đặt cẩn thận để tránh thuật ngữ "tàu sân bay" (aircraft carrier) nhằm mục đích có cơ hội tăng ngân sách dành cho việc nghiên cứu chế tạo (tất nhiên chính xác thì lớp tàu được phát triển là tàu sân bay). Những con tàu này cuối cùng trở thành lớp tàu sân bay Invincible. Với những cải tiến nhỏ như một đoạn đường băng để thực hiện thao tác cất cánh 'ski-jump', đường băng mới có chiều dài là 170 m, cho phép tàu sân bay vận hành một số lượng nhỏ những máy bay phản lực STOL.

## Các phiên bản

### Sea Harrier FRS.1
Những chiếc Hawker Siddeley Harrier GR.1 của không quân hoàng gia Anh bắt đầu phục vụ trong các đơn vị vào tháng 4 năm 1969. Vào năm 1975 hải quân hoàng gia Anh cũng đặt mua 34 chiếc Sea Harrier FRS.1 (FRS là từ viết tắt của cụm từ Fighter - tiêm kích/Reconnaissance - trinh sát/Strike - tấn công), chiếc đầu tiên bắt đầu hoạt động vào năm 1978. Tổng cộng có 57 chiếc FRS.1 được bàn giao từ năm 1978 đến năm 1988. FRS.1 có thiết kế cơ bản phần lớn dựa vào Harrier GR.3, nhưng được thay đổi với một buồng lái nổi có một vòm kính che hình "bọt" (vòm kính này giúp tăng tầm nhìn cho phi công khi máy bay tác chiến trong vai trò phòng không) và thân máy bay được mở rộng về phía trước để tạo không gian cho radar Blue Fox của Ferranti (bay giờ là BAE Systems), hơn nữa nó còn được chế tạo bởi hợp kim chống chịu được tác động của môi trường biển.

### Harrier T4N
Đây không phải là một phiên bản của Sea Harrier, nhưng là một phiên bản huấn luyện 2 chỗ cho hải quân của Harrier T2. Harrier T4N đã được hải quân hoàng gia đặt mua, để huấn luyện trong các căn cứ ở đất liền. T4N không có radar và một vài công cụ của Sea Harrier, nhưng nó được sử dụng để huấn luyện chuyển đổi cho phi công lái Sea Harrier FRS1.

### Sea Harrier FRS.51

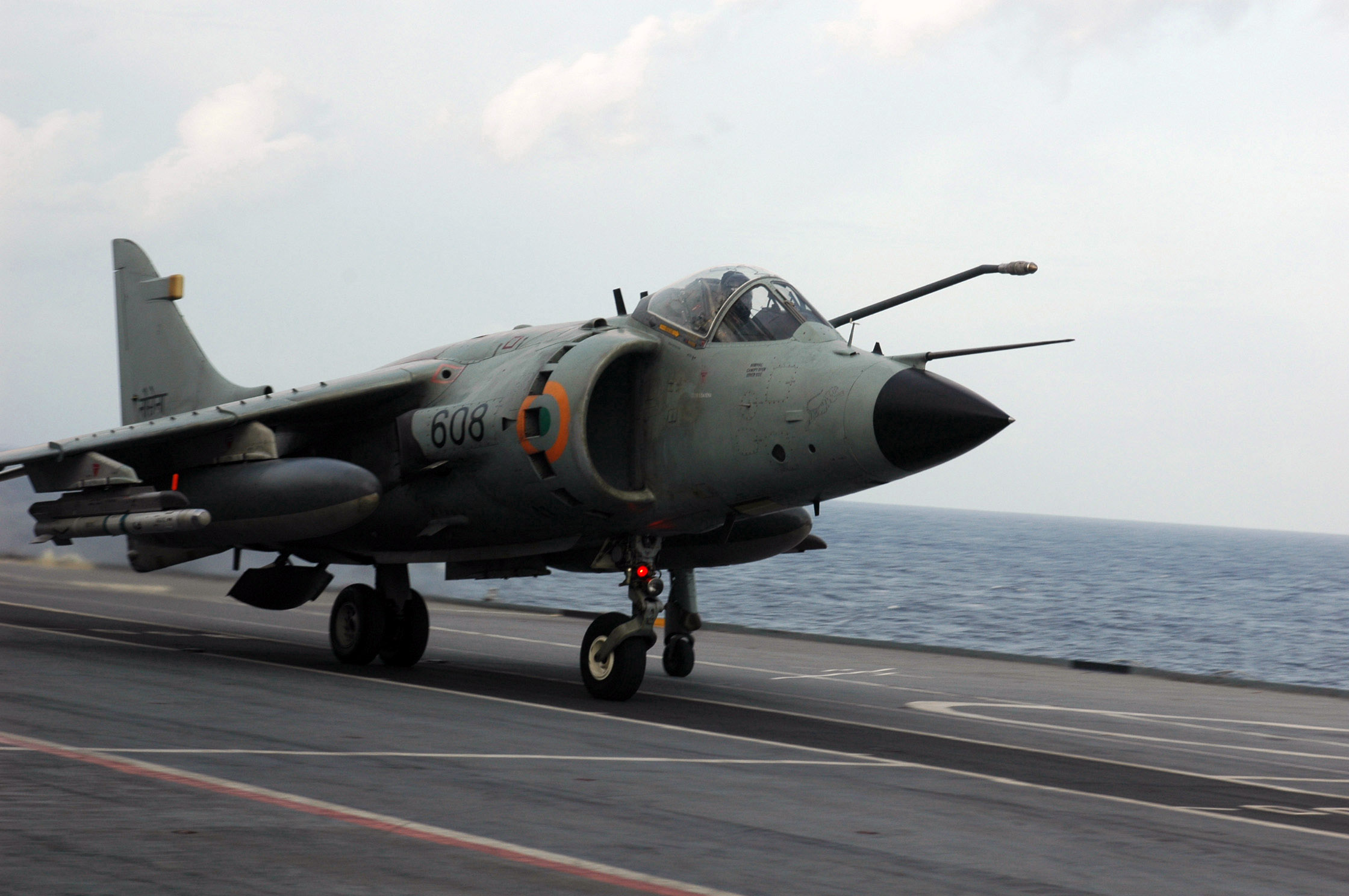
Sea Harrier FRS.51.

Đây là máy bay tiêm kích, trinh sát và tấn công một chỗ. Sea Harrier FRS 51 rất giống với FRS.1, nhưng không giống với những chiếc Sea Harrier của Anh, nó được trang bị tên lửa không đối không Matra R550 Magic. Chiếc đầu tiên trong số 23 chiếc Sea Harrier FRS.51 được giao cho Hải quân Ấn Độ vào năm 1983.

### Harrier T60
Phiên bản xuất khẩu của T4N, đây là một phiên bản huấn luyện 2 chỗ cho hải quân Ấn Độ. Tối thiểu đã có 4 chiếc Harrier T60 đã được hải quân Ấn Độ mua để huấn luyện trong các căn cứ ở đất liền.

### FA2
Những bài học thu được từ các hoạt động của máy bay trong chiến tranh Falklands đã dẫn tới những yêu cầu nâng cấp, hợp nhất các thiết bị cho các phi đội của hải quân Anh:
- Tăng thêm số vũ khí không đối không
- Radar phát tín hiệu từ máy bay xuống
- Tăng tầm hoạt động
- Cải thiện tầm nhìn của buồng lái

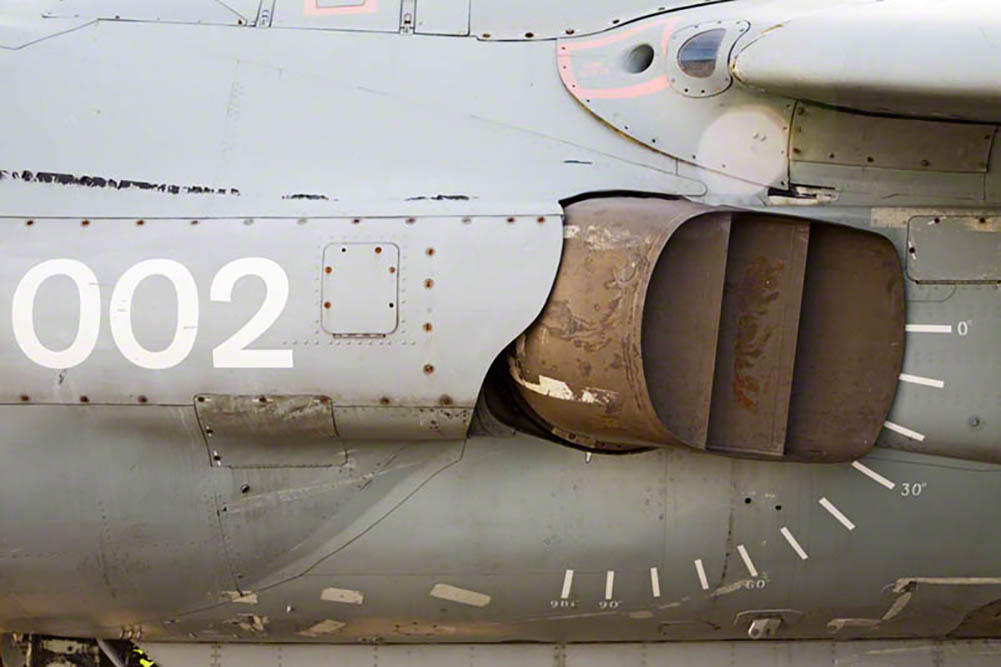
Miệng vòi phản lực chỉnh hướng phụt của Sea Harrier FRS2 ZA195 (đã nâng cấp) - một đặc điểm để nhận ra dòng Harrier

Việc tán thành cho tiêu chuẩn nâng cấp mới là FRS.2 được thực hiện vào năm 1984. Chuyến bay đầu tiên của mẫu thử nghiệm được thực hiện vào tháng 9 năm 1988 và một hợp đồng đã được ký để nâng cấp 29 máy bay vào tháng 12 cùng năm, máy bay nâng cấp được biết đến với tên gọi F/A.2 (sau này là FA2). Vào năm 1990, hải quân Anh đã đặt mua 18 chiếc FA2 được chế tạo mới, với chi phí khoảng 12 triệu bảng cho một chiếc, và một hợp đồng nâng cấp 5 chiếc khác được ký vào năm 1994. FA2 được đề cao với radar Blue Vixen, loại radar này được miêu tả như một trong số nhiều hệ thống radar xung doppler tiên tiến trên thế giới. Blue Vixen được hình thành trên cơ sở phát triển từ radar CAPTOR của Eurofighter Typhoon. FA2 mang tên lửa AIM-120 AMRAAM và là máy bay đầu tiên của Vương quốc Anh có khả năng mang loại tên lửa này. Chiếc đầu tiên được giao vào 2 tháng 4 năm 1993 và hoạt động triển khai đầu tiên của FA2 là vào tháng 4 năm 1994 trong lực lượng của UN tại Bosnia.
Chiếc Sea Harrier FA2 được chế tạo mới cuối cùng được bàn giao vào 18 tháng 1 năm 1999.

### Harrier T8
7 chiếc huấn luyện 2 chỗ T4N đã được nâng cấp với những thiết bị đo đạc của Sea Harrier FA2 nhưng không có radar. Nghỉ hưu vào tháng 3 năm 2006.

## Chiến tranh Falkland

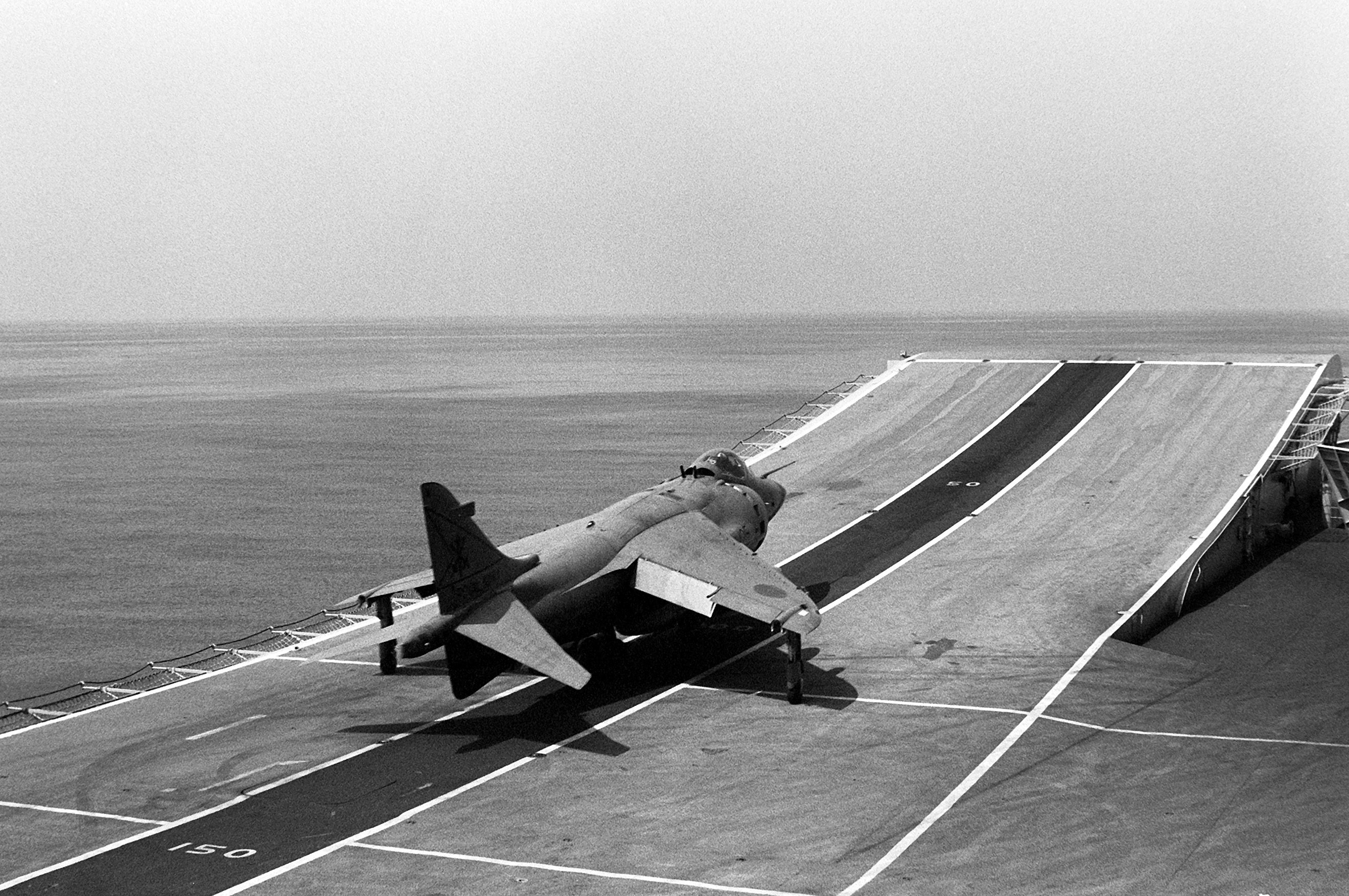
FRS.1 cất cánh kiểu ski-jump từ tàu HMS Invincible

Những chiếc Sea Harrier tham gia tác chiến trong Chiến tranh Falkland vào năm 1982, chúng cất cánh từ các tàu sân bay HMS Invincible và HMS Hermes. Sea Harrier hoạt động trong vai trò chính là phòng không và vai trò phụ là tấn công mặt đất, với RAF Harrier GR.3 thì chúng được dùng trong vai trò tấn công các đơn vị mặt đất là chính. Các phi đội Sea Harrier đã bắn hạ 21 máy bay của Argentina trong không chiến mà không mất một chiếc nào, nhưng có 2 chiếc Sea Harrier đã bị bắn hạ bởi hỏa lực mặt đất và 4 chiếc gặp tai nạn. Trong số những tổn thất của không quân Argentina trong cuộc chiến, 28% đã bị bắn hạ bởi Harriera. Còn tỉ lệ tổn thất của cả Harrier và Sea Harrier là 2,3%.
Một số nhân tố đã góp phần vào sự thất bại của các máy bay chiến đấu Argentina trong không chiến với Sea Harrier. Dù các máy bay phản lực Mirage III và Dagger có tốc độ nhanh hơn, nhưng Sea Harrier lại có khả năng thao diễn tốt hơn. Hơn nữa, Harrier đã được trang bị tên lửa AIM-9L Sidewinder mới nhất vào thời điểm đó và được trang bị radar Blue Fox. Phi công Anh được huấn luyện không chiến tốt hơn, các phi công Argentina không được huấn luyện tốt bằng và thỉnh thoảng phóng vũ khí trật mục tiêu.
Máy bay của Anh được hướng dẫn điều khiển chiến đấu từ tàu chiến ở San Carlos Water, mặc dù hiệu lực có bị giới hạn bởi các tàu chiến được đậu trong cảng gần những hòn đảo, mà những đòi hỏi cao thường bị giới hạn bởi năng lực của radar trên các con tàu.
Máy bay của cả hai bên tham chiến đều hoạt động trong những điều kiện bất lợi. Máy bay Argentina bắt buộc phải hoạt động từ đất liền vì những sân bay trên đảo Falkland chỉ đáp ứng được cho những máy bay vận tải cỡ nhỏ. Ngoài ra, sân bay Port Stanley còn bị ném bom bởi một chiếc Vulcan của Anh, điều này đã khiến cho người Argentina quyết định các hoạt động của họ sẽ được thực hiện từ xa. Trong khi đó các máy bay của Anh thiếu khả năng tiếp tế nhiên liệu, họ vẫn phải cố hoạt động trong giới hạn tầm hoạt động của các máy bay. Những chiếc Sea Harrier cũng bị giới hạn nạp nhiên liệu do phải dự trữ nhiên liệu cho các quyết định chiến thuật như đặt những tàu sân bay của Anh ra ngoài tầm hoạt động của tên lửa Exocet và hạn chế sự phân tán của hạm đội. Kết quả là dù máy bay Argentian có thể chỉ được phép bay 5 phút qua những hòn đảo để tìm kiếm và tấn công một mục tiêu mà không có bất kỳ tên lửa không đối không nào hoạt động hiệu quả, trong khi những chiếc Sea Harrier có thể ở lại trên không gần 30 phút đợi để tiếp cận những hành lang của Argentina.
Những chiếc Sea Harrier thường bị áp đảo về số lượng bởi với những máy bay Argentina sẵn có, và thỉnh thoảng chúng lại bị lừa ra xa bởi những hoạt động của phi đội Escuadrón Fénix hay những máy bay phản lực dân dụng được sử dụng bởi Không quân Argentina. Họ phải hoạt động mà không có một hệ thống cảnh báo sớm như AWACS mà những hệ thống cảnh báo như vậy đã có đầy đủ đối với một hạm đội của NATO, trong khi đó Hải quân Hoàng gia Anh đang chờ đợi để có các thiết bị như vậy.
Kết quả là Sea Harrier đã không thể thiết lập ưu thế trên không, ngăn chặn những sự tấn công của vận tải C-130 Hercules đến những hòn đảo.

## Thôi hoạt động

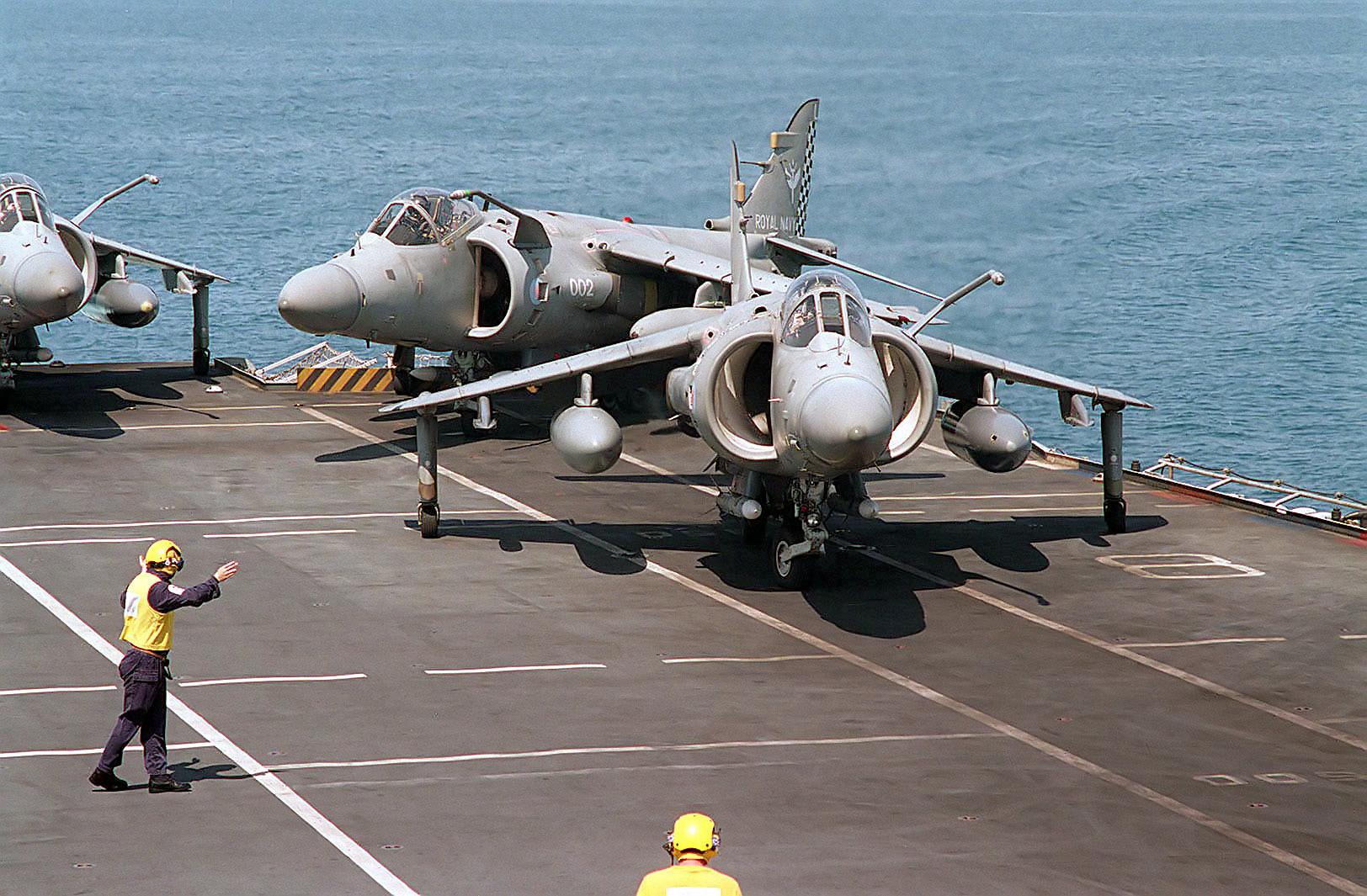
Sea Harrier FA2 tại Vịnh Péc-xíc

Loại máy bay này đã nhận danh hiệu là loại nguy hiểm nhất để lái với 1/3 số lượng trong phi đội của Hoa Kỳ đã rơi với 143 tại nạn nghiêm trọng làm chết 45 lính trong đó có một số phi công xuất sắc nhất được biết đến tại đây tính đến năm 2003, với trục trặc hỏng hóc liên tục, bảo trì kém và vấn đề kinh phí cao. Nó bị cấm bay quá nhiều đến nỗi phi công thường không có đủ thời gian bay để duy trì thành thạo kỹ năng góp phần làm tăng tai nạn.
Sea Harrier rút khỏi biên chế vào năm 2006 và những chiếc cuối cùng được rút khỏi Phi đội 801 vào ngày 29 tháng 3 năm 2006. Những kế hoạch được công bố vào năm 2002 bởi Bộ quốc phòng (MoD). Máy bay thay thế là loại Lockheed/Northrop/BAE F-35, nhưng loại máy bay này sẽ không được trang bị cho đến năm 2012. Tuy nhiên, MoD biện luận rằng chi phí để nâng cấp các phi đội sẽ khá lớn mà những máy bay chỉ hoạt động thêm được 6 năm.
Dù những chiếc Sea Harrier mới nhất cũng chỉ mới hoạt động trong Hải quân vào năm 1999, FA2 được làm gần như hoàn toàn bằng kim loại, không giống như những chiếc RAF Harrier có khá lớn kết cấu làm từ vật liệu composite. Cả hai phiên bản của Harrier đều phải chịu những thiệt hại do hiệu suất của động cơ giảm xuống (Pegasus Mk 106 đối với FA2 - Mk 105 đối với GR7), do máy bay hoạt động trong môi trường nhiệt độ cao ở vùng Trung Đông và hạn chế những trọng tải tối đa có thể mang được để hạ cánh kiểu thẳng đứng xuống boong tàu sân bay. Điển hình, trong thời đại của 'Joint Force Harrier' kết hợp những hoạt động trên chiến trường, GR7 được tách ra khỏi các đơn vị trên tàu sân bay gần 2 tuần trước khi Sea Harrier thôi hoạt động. Đây chỉ là những vấn đề liên quan đến hệ số an toàn liên quan đến trọng lượng máy bay. Tùy chọn dĩ nhiên để lắp đặt động cơ Pegasus tốc độ cao không thẳng thắn như việc nâng cấp GR7 và nó còn là một quá trình tốn kém và mất thời gian. Hơn nữa, những chiếc Sea Harrier lệ thuộc vào môi trường nhiều hơn so với những chiếc Harrier hoạt động trên các sân bay ở đất liền, đặc biệt là vấn đề tốc độ ăn mòn của muối. Vào tháng 3 năm 2006, mọi chiếc Sea Harrier đã nghỉ hưu. Một số máy bay được giữ lại sử dụng bởi Trường Hoạt động bay trên tàu sân bay ở RNAS Culdrose, và trong lý thuyết chúng có thể được hồi phục nếu cần thiết.
Phe đối lập đã đưa ra ý kiến về việc nghỉ hưu của Sea Harrier sẽ khiến cho Hải quân Hoàng gia không có khả năng bảo vệ trên không có hiệu quả lâu dài. Bộ quốc phòng lại cho rằng khi Tàu khu trục kiểu 45 đi vào hoạt động vào cuối năm 2010 sẽ cung cấp đủ khả năng tác chiến chống máy bay (AAW). Không quân Hải quân Hoàng gia Anh sẽ tiếp tục chia sẻ sử dụng những máy bay khác của Joint Force Harrier, như Harrier GR7 và Harrier GR9 nâng cấp của RAF, với 2 phi đội tiền tuyến, phi đội hải quân số 800 đã được tái trang bị vào tháng 4 năm 2006 và phi đội hải quân số 801 sẽ chờ đợi để tái trang bị vào năm 2007, cả hai phi đội này sẽ được trang bị GR9 vào năm 2007. Kế hoạch mua khoảng 150 chiếc F-35 sẽ được chia ra để phục vụ và chúng sẽ hoạt động trên Tàu sân bay tương lai của Hải quân Hoàng gia Anh (CVF).
Hải quân Ấn Độ đang hợp tác với Israel để thực hiện nâng cấp 15 chiếc Sea Harrier của mình, những chiếc Sea Harrier sẽ được lắp đặt radar Elta EL/M-2032 và khả năng mang tên lửa không đối không tầm trung Rafael 'Derby'. Điều này cho phép Sea Harrier hoạt động trong biên chế các đơn vị của Ấn Độ cho đến năm 2010 và chúng cũng sẽ hoạt động hạn chế trên tàu sân bay mới IN sẽ được đưa vào trang bị trong thời gian tới.
Hải quân Ấn Độ hiện nay quan tâm đến việc mua 8 chiếc Sea Harrier FA2 đã về hưu của Hải quân Hoàng gia Anh trong khi vẫn duy trì hoạt động phi đội Sea Harrier của mình gồm 16 chiếc Sea Harrier FRS.51 trang bị động cơ Pegasus 104. Ấn Độ đã mất 6 chiếc trong những tai nạn. Nếu thỏa thuận được thông qua, Ấn Độ sẽ có được sự hỗ trợ kỹ thuật từ BAE Systems và Rolls Royce. Những chiếc Sea Harrier FA2 được bán không bao gồm radar Blue Vixen, và khả năng mang tên lửa RWR và AMRAAM. Những phần mềm điều hành của Mỹ chắc chắn sẽ bị xóa trước khi gửi cho phía Ấn Độ.
Một chiếc Sea Harrier đã được một nhà sưu tập Warbird người Mỹ mua và đã được chuyển tới Mỹ để tham gia US Air Show Circuit, một số khung máy bay đã bắt đầu xuất hiện trong khuôn viên trưng bày của những nhà bảo tàng và một chiếc đã được trưng bày ở Snipe Public House tại Dukenfield gần Manchester.
Một chiếc Sea Harrier FA2 số hiệu ZE694, đã được trưng bày tại Bảo tàng hàng không Midland,Coventry.

## Các quốc gia sử dụng
Ấn Độ
- Hải quân Ấn Độ
  - Phi đội số 300

 Anh Quốc
- Không quân Hải quân Hoàng gia Anh
  - Phi đội hải quân số 800
  - Phi đội hải quân số 801
  - Phi đội hải quân số 809
  - Phi đội hải quân số 899

## Thông số kỹ thuật

### Đặc điểm riêng
- Phi đoàn: 1
- Chiều dài: 46 ft 6 in (14.2 m)
- Sải cánh: 25 ft 3 in (7.6 m)
- Chiều cao: 12 ft 4 in (3.71 m)
- Diện tích cánh: 201.1 ft² (18.68 m²)
- Trọng lượng rỗng: 14.052 lb (6.374 kg)
- Trọng lượng cất cánh: n/a
- Trọng lượng cất cánh tối đa: 26.200 lb (11.900 kg)
- Động cơ: 1× động cơ phản lực cánh quạt đẩy Rolls-Royce Pegasus, 21.500 lbf (95.64 kN)

### Hiệu suất bay
- Vận tốc cực đại: 734 mph, 1026 km/h, 600 knot
- Tầm bay: n/a
- Trần bay: 51.000 ft (16.000 m)
- Vận tốc lên cao: 50.000 ft/min (250 m/s)
- Lực nâng của cánh: n/a
- Lực đẩy/trọng lượng: n/a

### Vũ khí
- Súng: 2× pháo 30 mm (1.18 in) ADEN
- Bom: WE.177
- Tên lửa:
  - AIM-9 Sidewinder
  - AIM-120 AMRAAM
  - ALARM
  - R550 Magic (Sea Harrier FRS 51)
  - Sea Eagle

## Văn hóa đại chúng
Harrier đã xuất hiện trong một số bộ phim và trò chơi điện tử.

## Liên kết
- Website with Sea Harrier Pictures Lưu trữ ngày 25 tháng 2 năm 2008 tại Wayback Machine

## Nội dung liên quan

### Máy bay có chung sự phát triển
- Hawker Siddeley Harrier
- AV-8 Harrier II
- BAE Harrier II

### Máy bay có tính năng tương đương
- Boeing X-32
- F-35 Lightning II
- Yakovlev Yak-38